# Wheeler Bay
Die Wheeler Bay ist eine 5 km breite Bucht an der Küste des ostantarktischen Kemplands. Sie liegt 3 km nordwestlich der Magnet Bay.
Norwegische Kartografen kartierten sie anhand von Luftaufnahmen, die bei der Lars-Christensen-Expedition 1936/37 entstanden. Sie gaben ihr den Namen Brørvika (norwegisch für Bruderbucht) und benannten die Felseninseln in ihrer Einfahrt als Brødrene (norwegisch für Brüder). Nach einer Vermessung zwischen 1956 und 1957 im Rahmen der Australian National Antarctic Research Expeditions erfolgte eine Umbenennung der Bucht. Neuer Namensgeber ist Graeme Trevor Wheeler (* 1928), Wetterbeobachter auf der Mawson-Station im Jahr 1957.